# Ōmura
Ōmura (大村市?) è una città giapponese della prefettura di Nagasaki.